# بيثاني هايوارد
بيثاني هايوارد (بالإنجليزية: Bethany Hayward)‏ هي دراجة بريطانية، ولدت في 20 نوفمبر 1996.

## وصلات خارجية
- بيثاني هايوارد على موقع الاتحاد الدولي للدراجات (الإنجليزية)
- بيثاني هايوارد على موقع إحصائيات الدراجات الإحترافية (الإنجليزية)
- بيثاني هايوارد على موقع نسبة الدراجات (الإنجليزية)